# Dorothea Neukirchen
Dorothea Neukirchen (* 1941 in Düsseldorf) ist eine deutsche Schauspielerin, Filmemacherin und Autorin.

## Leben und Wirken
Neukirchen machte im Jahr 1960 Abitur am Annette-von-Droste-Hülshoff-Gymnasium. Nach einer Schauspielausbildung bis 1963 an der Musikhochschule Stuttgart spielte sie Theater an verschiedenen deutschen Bühnen. Ab 1969 hatte sie Filmrollen im deutschen Fernsehen und bei der BBC. Über Fernsehansagen und Moderationen (WDR, WWF), Hörfunkaufträge und Dokumentarfilme kam sie zum Regieführen und Schreiben von Drehbüchern.
Nach einem Stipendium beim europäischen Script Lab des amerikanischen Drehbuchlehrers Frank Daniel und anderen Weiterbildungen gab sie ab den 1990er Jahren selber Workshops in Deutschland und der Schweiz, zum Drehbuchschreiben, zum Spiel vor der Kamera und zur Schauspielerführung. Im Jahr 2000 erschien ihr Sachbuch Vor der Kamera zusammen mit der CD-Edition Mentaltraining für Schauspieler im Verlag Zweitausendeins. Im selben Jahr veröffentlichte sie unter dem Pseudonym Dorothea Fremder den Roman Sinkflug im S. Fischer Verlag. Es folgten die Hörfunkfeatures Riss in der Maske und Wohnen im Alter, der Roman Eine Winteraffäre und 2015 der Kurzgeschichtenband Von Liebe und anderen Abschieden.
Sie war Gründungs- und Vorstandsmitglied im Filmbüro NRW, acht Jahre lang Vorstandsmitglied beim Verband Deutscher Drehbuchautoren (VDD), sechs Jahre lang Jurymitglied für Spielfilmförderung beim BKM, davon zwei Jahre Jurypräsidentin und ist Mitglied in der Deutschen Filmakademie.
Sie war 24 Jahre lang mit Martin Wiebel verheiratet und ist Mutter einer Tochter. Seit 2012 lebt Neukirchen in Friedrichshafen am Bodensee.

## Filmografie (Auswahl)
Buch/Regie:
- 1979: Die natürlichste Sache der Welt (WDR)
- 1982: Dabbel Trabbel (ZDF)
- 1987: Der Prozess des Sokrates (WDR)
- 1994: Kinder Küche Karriere (ARTE, Dokumentarfilm)
- 1995: Wilsberg: Und die Toten lässt man ruhen (ZDF)

Darstellerin:
- 1971: Tatort: Kressin und der tote Mann im Fleet
- 2005: Zeit der Wünsche
- 2010: Das Glück kommt unverhofft
- 2012: Ruhm
- 2013: Schneewittchen muss sterben
- 2015: Verfehlung

## Hörfunk (Auswahl)
- 1972 Widerworte aus der Küche. Hörspiel zusammen mit Martin Wiebel (WDR)
- 1974 Feministische Psychotherapie. Feature (WDR)
- 2007 Riss in der Maske – Meine Gegenwart bekommt Tiefe. Feature (WDR)
- 2010 Die neue Freiheit. Wohnen im Alter – ein Selbstversuch. Feature (WDR)

## Bücher & Veröffentlichungen (Auswahl)
- Sinkflug. Roman (unter dem Pseudonym Dorothea Fremder), Taschenbuch im S. Fischer Verlag, 2000, ISBN 3-596-14820-0.
- Eine Winteraffäre. Roman, 2013, ISBN 978-3-86386-384-5.
- Von Liebe und anderen Abschieden. Kurzgeschichten, 2015, ISBN 978-3-86460-275-7.
- Von Liebe und anderen Auswegen. Kurzgeschichten, 2020, ISBN 978-3-7529-2205-9.
- Vor der Kamera – Camera Acting für Film und Fernsehen, überarbeitete Neuauflage, 2021, ISBN 978-3-7543-3124-8.
- Leben Lieben Erben. Roman, 2022, ISBN 978-3-7568-2144-0.